# سرديان يوفانوفيتش
سرديان يوفانوفيتش (1 مارس 1976 ببلغراد في صربيا - ) هو لاعب كرة سلة صربي في مركز الهجوم خلفي. لعب مع بالاكانسترو كانتو.

## وصلات خارجية
- سرديان يوفانوفيتش على موقع كرة السلة الأوروبية.كوم (الإنجليزية)
- سرديان يوفانوفيتش على موقع بروبوليرز (الإنجليزية)
- سرديان يوفانوفيتش على موقع سبورتس رفرنس (الإنجليزية)